# 葡萄牙美洲殖民地
葡萄牙美洲殖民地（葡萄牙語：Colonização portuguesa da América）是葡萄牙王國位于美洲的领土。南美洲的巴西、科洛尼亚-德尔萨克拉门托、瓜納雷曾經是葡萄牙的殖民地，葡萄牙曾在現今加拿大的紐芬蘭與拉布拉多省以及新斯科舍省設有據點，但時間不長，很快葡萄牙就放棄了它在北美設立的據點。